# Список армянских храмов России

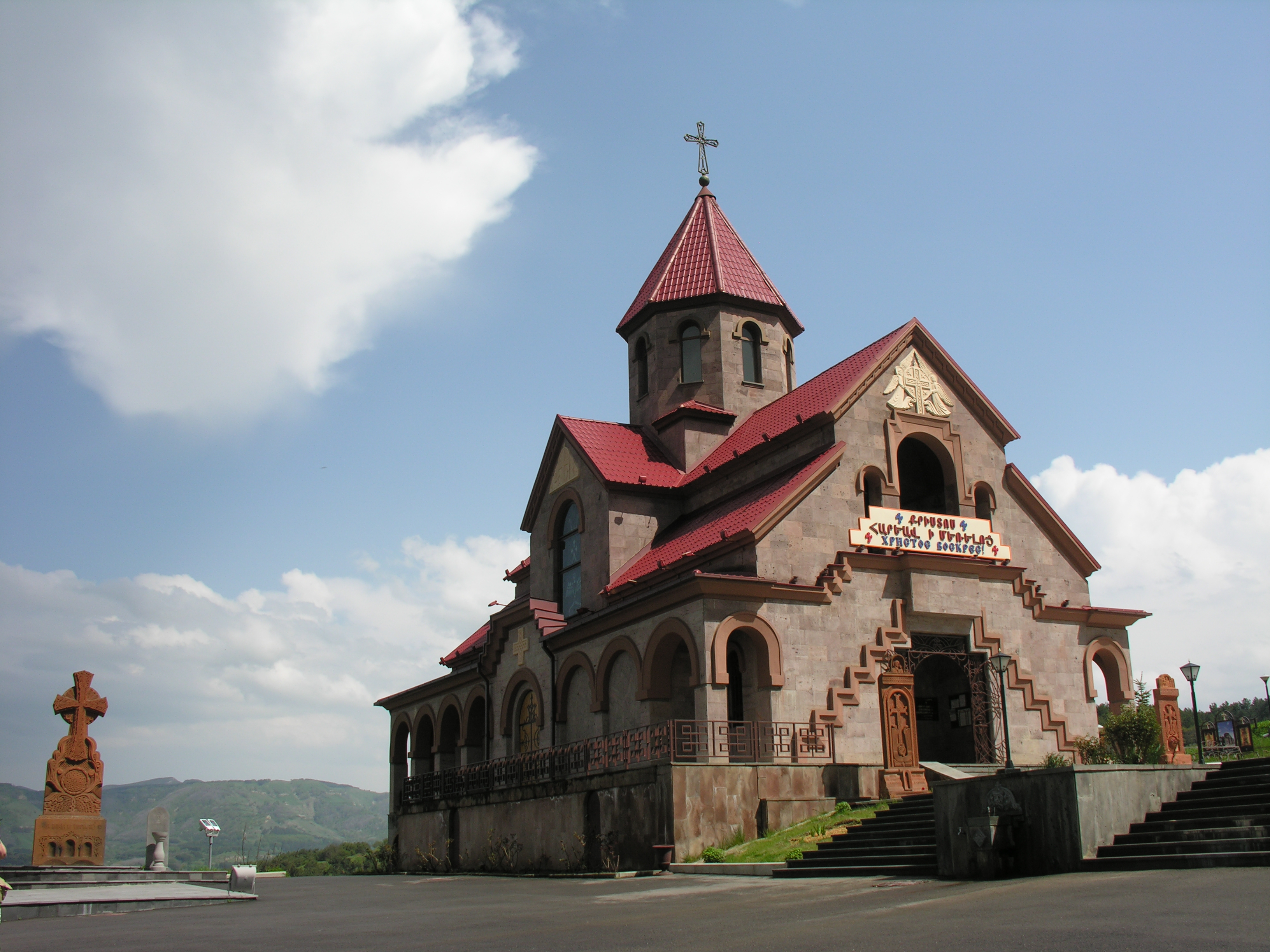
Армянская церковь в Кисловодске

По данным на конец 2019 года на территории Российской Федерации имеется более 120 храмов Армянской Апостольской церкви.

## Южный федеральный округ

### Адыгея
- Церковь Святого Воскресения, Майкоп

### Астраханская область
- Церковь Святой Рипсиме[2], Астрахань

Существовавшие ранее в Астрахани:
- Собор Святых Петра и Павла
- Церковь Святой Великомученицы Екатерины
- Кафедральный собор Успения Пресвятой Богородицы
- Церковь Святого Георгия
- Церковь Святого Воскресения на армянском кладбище.[3]

### Волгоградская область
- Церковь Сурб Геворг (Святого Георгия)[4], Волгоград.
- Армянская церковь Святого Григория Просветителя (Царицын)

### Калмыкия
- Часовня (XIX век), Чолун-Хамур[5]

### Краснодарский край

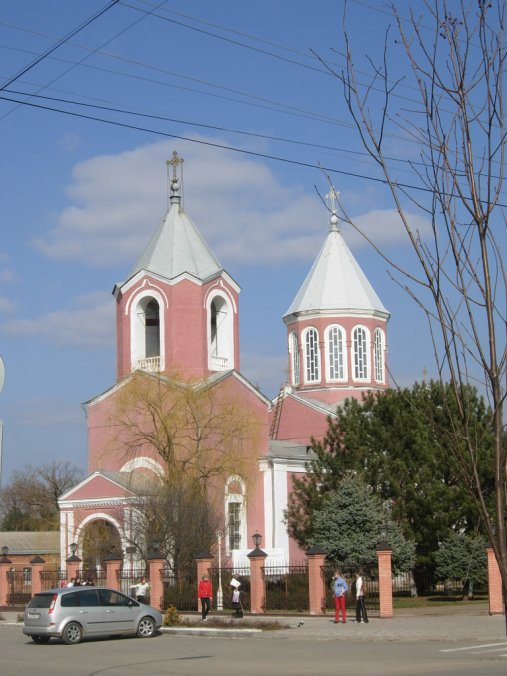
Церковь Пресвятой Богородицы, Армавир

На 2007 год в крае действовало не менее 19 армянских церквей и часовен.
- Армянская Церковь Сурб Геворг, Апшеронск.
- Церковь Пресвятой Богородицы, Армавир (начало строительства — 1843 год, освящение — 1861 год[7])
- Георгиевская церковь, Армавир
- Собор Святого Саркиса, Адлер, Сочи
- Церковь Святого Креста, Сочи
- Церковь Святого Сергия, Сочи
- Храм Святого Ованесса[8], Лоо, Сочи
- Церковь Святого Иоанна Евангелиста, Краснодар
- Храм Святого Успения[9], Тенгинка (современный храм построен в 2003 году)
- Полуразрушенная старая церковь, Тенгинка
- Церковь Святого Сергия[10], Славянск-на-Кубани
- Армянская Апостольская Церковь Сурб Эчмиадзин, с. Шаумян.
- Церковь Святого Григория Просветителя, Новороссийск
- Армянская часовня с. Гайкодзор
- Церковь Сурб Саргис , Гайкодзор
- Церковь Святых Месропа Маштоца и Саака Портева[11], Краснодар (пос. Пашковский)
- Церковь Святых Апостолов (Сурб Аракялнер), станица Отрадная
- Строящаяся церковь, Белореченск
- Армянская часовня Сурб Хач урочище Поднависла, г. Горячий Ключ

### Крым

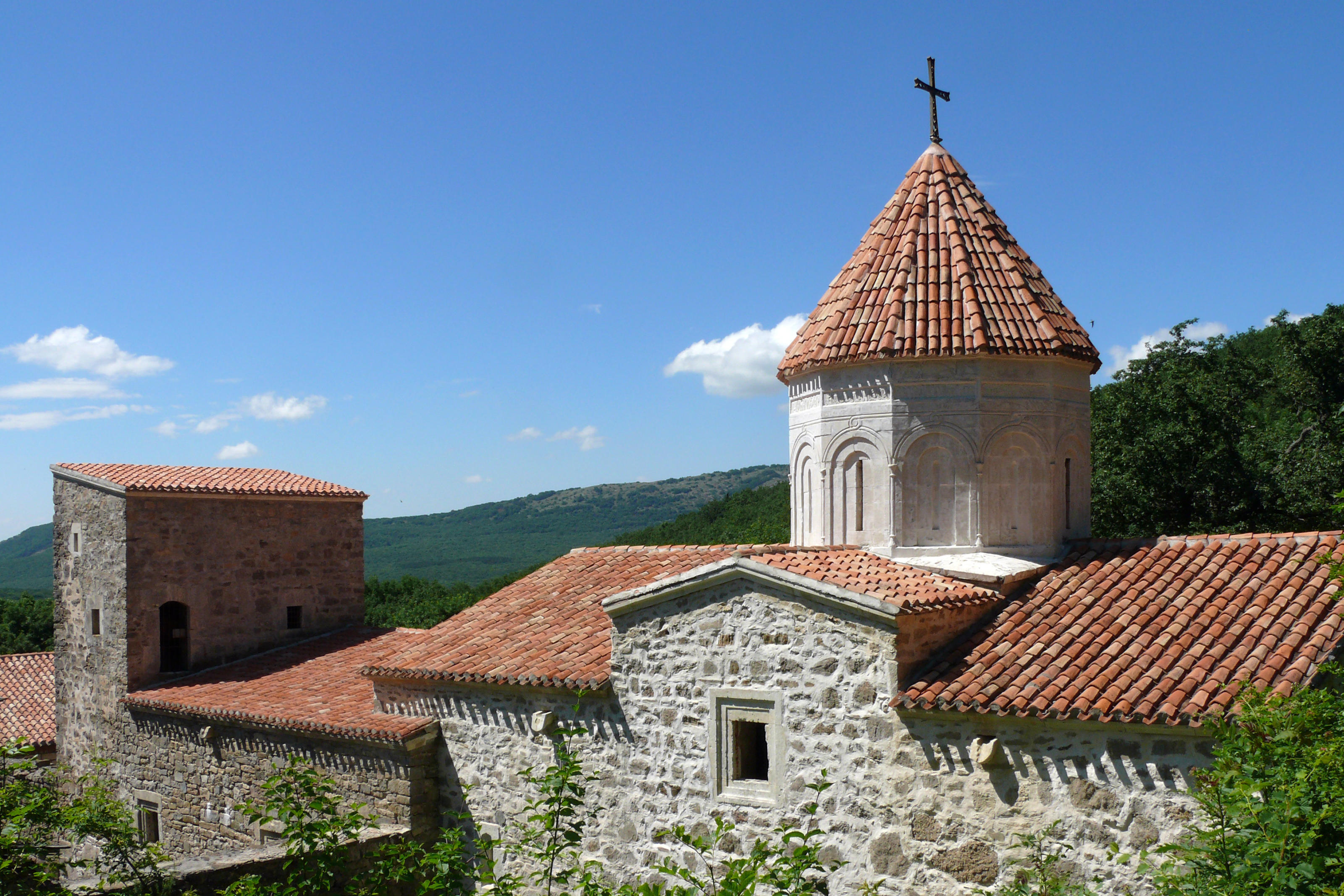
Монастырь Сурб-Хач (Крым)

- Церковь Сурб Никогайос, (1817 г.) Евпатория[12]
- Монастырь Сурб Хач, (1352 год) г. Старый Крым[13]
- Церковь Архангелов Микаэл ев Габриэл (1408 год) Феодосия[14]
- Церковь Сурб Рипсиме, (1909-1917 гг.) Ялта[15][16].
- Церковь святого Ильи "Сурб Егия" в селе Богатое (X-XIV вв.)
- Церковь святого Сергия "Сурб Саркис" в селе Тополевка(XIV в.)
- Церковь святой Параскевы Пятницы "Сурб Урпат"(1702 год)
- Монастырь "Сурб Степанос" (XIV в.)
- Пещерная церковь на Бор-Кая (VIII—IX вв.)
- Храм святого Сергия (XV в.), Феодосия
- Церковь Святого Георгия Победоносца (XV в.), Феодосия
- Церковь Сурб Ованнес (XII в.), Феодосия
- Монастырь Гамчак  (XIII в.)
- Церковь Сурб Арутюн (XV в.), ныне разрушен, Евпатория
- Церковь Святых Архангелов, Керчь[17]

### Ростовская область

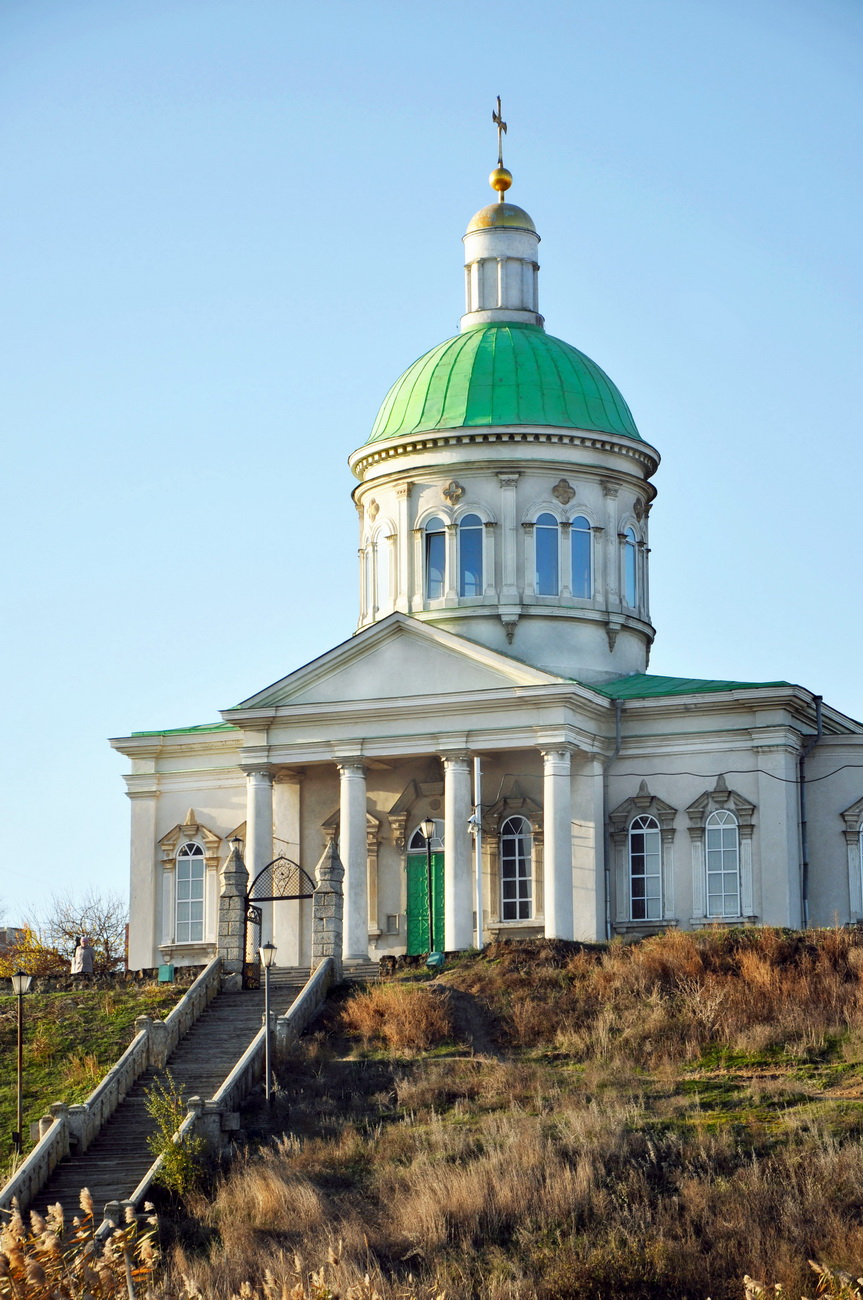
Церковь Сурб Хач (Ростов-на-Дону)

- Церковь Сурб Хач (Святого Креста), 1786—1792 гг., Ростов-на-Дону
- Церковь Сурб Арутюн (Святого Артура), 2005—2011 гг., Ростов-на-Дону
- Церковь Сурб Акоб (Святого Иакова), 1900—1901, Таганрог (снесён)
- Церковь Святого Григория Просветителя (строящаяся, на месте разрушенной одноимённой), Ростов-на-Дону
- Церковь Св. Карапета (Иоанна Предтечи), Ростов-на-Дону (1875 год)
- Церковь Сурб Амбурцум (Святого Вознесения)[18], с. Чалтырь (построена в 1860-е годы)
- Церковь Аменапркич (Всеспасителя)[18], с. Крым (середина XIX века)
- Церковь Сурб Геворк (святого Георгия)[18], с. Султан-Салы (середина XIX века)
- Церковь Сурб Карапет (Иоанна Предтечи)[18], с. Несветай (середина XIX века)
- Церковь Сурб Аствацацин (Успения Богородицы)[18], с. Большие Салы (1856 год)
- Церковь Св. Григора Лусаворича (Св. Григория Просветителя) (строится), Новочеркасск[19]
- Церковь Сурб Саргис (Святого Сергия), Шахты[20]
- Церковь Сурб Геворк (Нахичевань-на-Дону), Ростов-на-Дону (1783—1787 годы)

### Севастополь
- Церковь, Севастополь. Начало строительства 2012 год[21]

## Северо-Кавказский федеральный округ

### Дагестан
- Церковь Аменапркич (Всеспасителя), 1872 год, Дербент[22]
- Часовня, Кизляр (открыта в 2005 году[23])
- Церковь Святого Григориса, с. Нюгди, в 37 км от Дербента
- Церковь Погос-Петрос (Махачкала) (Церковь Святых Петра и Павла) — армянская церковь на ул. Дахадаева в Махачкале, не действует с 1930 г., перестроена, в настоящее время в здании расположен магазин.

### Северная Осетия

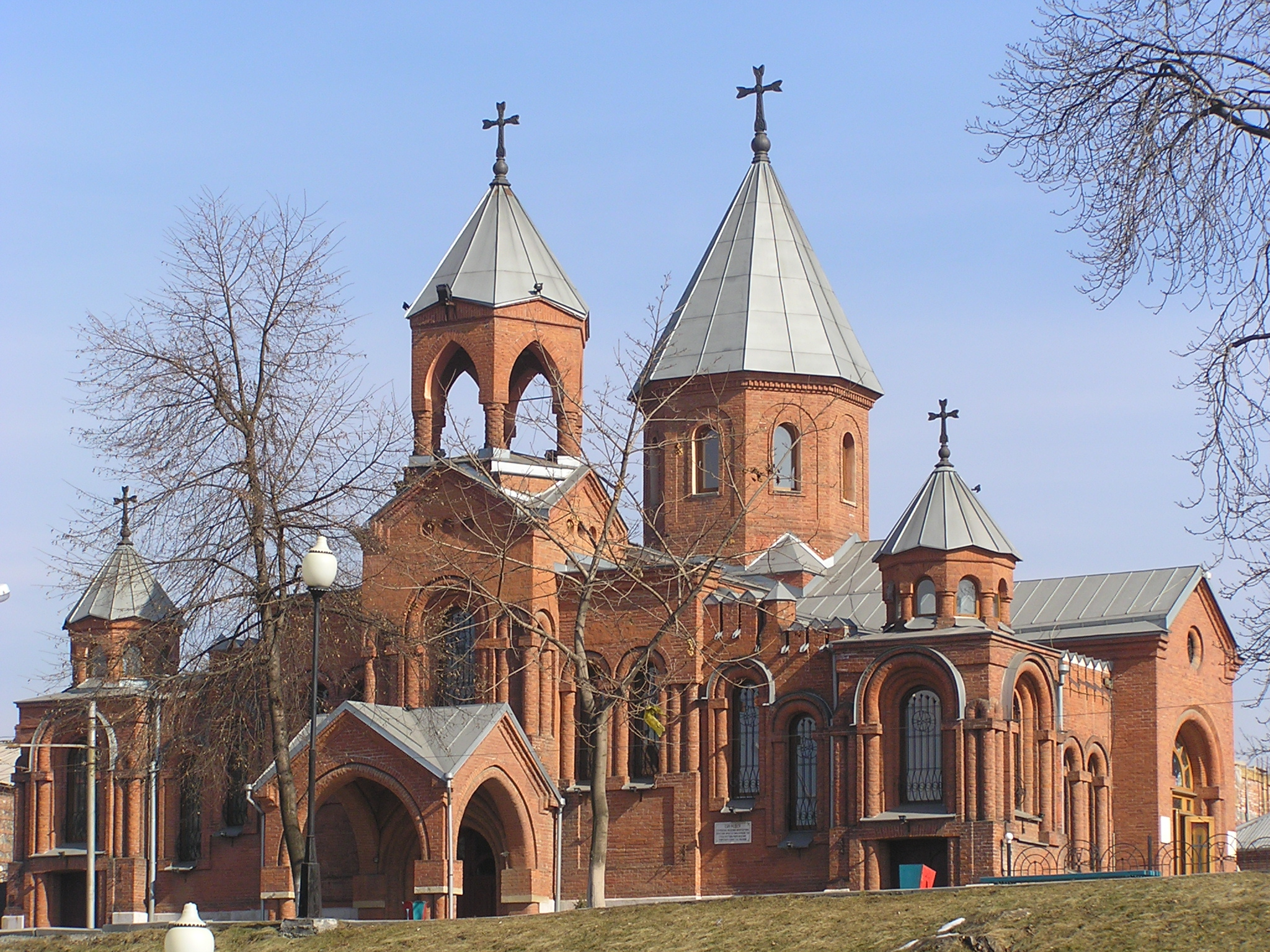
Церковь Святого Григория Просветителя во Владикавказе

- Церковь Святого Григория Просветителя, Владикавказ
- Храм Успения Божией Матери, Моздок. Передан Русской православной церкви[24]

### Ставропольский край
На 2012 год в крае функционировали 8 армянских церквей и часовен, ещё две строится.
- Церковь Сурб Арутюн, Будённовск
- Церковь Сурб Хач, Будённовск
- Церковь Сурб Геворг, Георгиевск
- Церковь Святых Петра и Павла[25], Георгиевск. Утрачена
- Церковь Сурб Рипсиме, Ессентуки
- Церковь Сурб Вардан Мамиконян, Кисловодск
- Церковь Сурб Хач, Минеральные Воды[26]
- Церковь Сурб Саркис[27], Пятигорск
- Церковь Сурб Григор Лусаворич, Ставрополь
- Часовня Сурб Мариам Магдагенаци, Ставрополь
- Церковь Христа Спасителя (строящаяся), Суворовская
- Церковь Сурб Аствацацин, Эдиссия, заложена в 1830 году, современная постройка 1914 года[28]

### Карачаево-Черкесия
- Церковь Святого Георгия, Черкесск

### Чечня
- Церковь, Грозный — разрушена[29]

## Приволжский федеральный округ

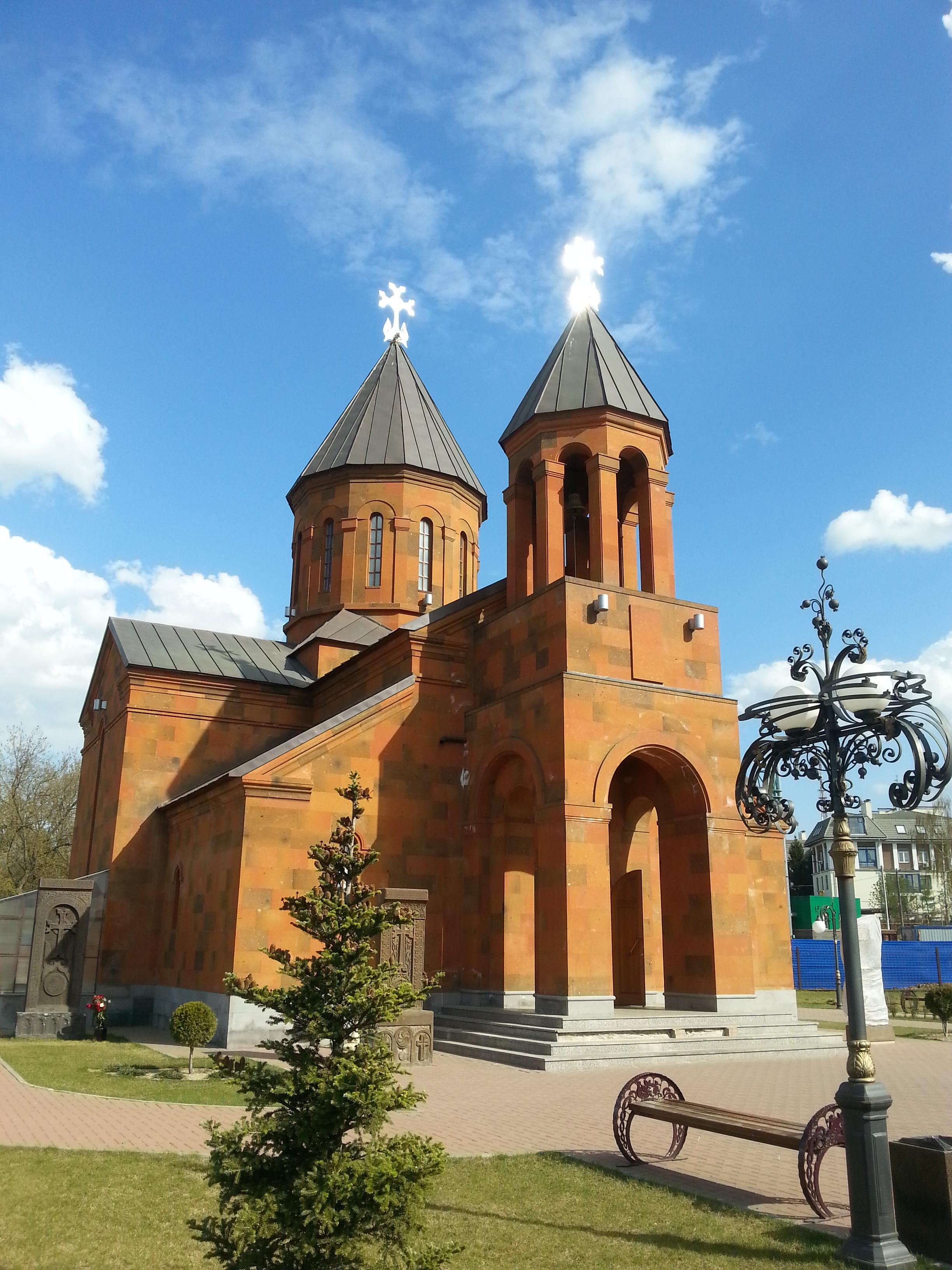
Церковь Святого Всеспасителя (Нижний Новгород)

### Республика Башкортостан
- Церковь «Святого Нерсеса», Стерлитамак
- Церковь, Вавилово (Башкортостан) (строится)

### Кировская область
- Церковь Христа Всеспасителя, Киров

### Нижегородская область
- Церковь Святого Всеспасителя, 2014 год, Нижний Новгород
- Церковь Святого Григория Просветителя, Нижний Новгород (1828; разрушена в 1930-е гг.)

### Пермский край
- Церковь Святого Григория Просветителя[30][31], Пермь

### Самарская область
- Церковь Святого Креста, Самара

### Саратовская область
- Церковь Святой Богоматери, Саратов[32]

### Ульяновская область

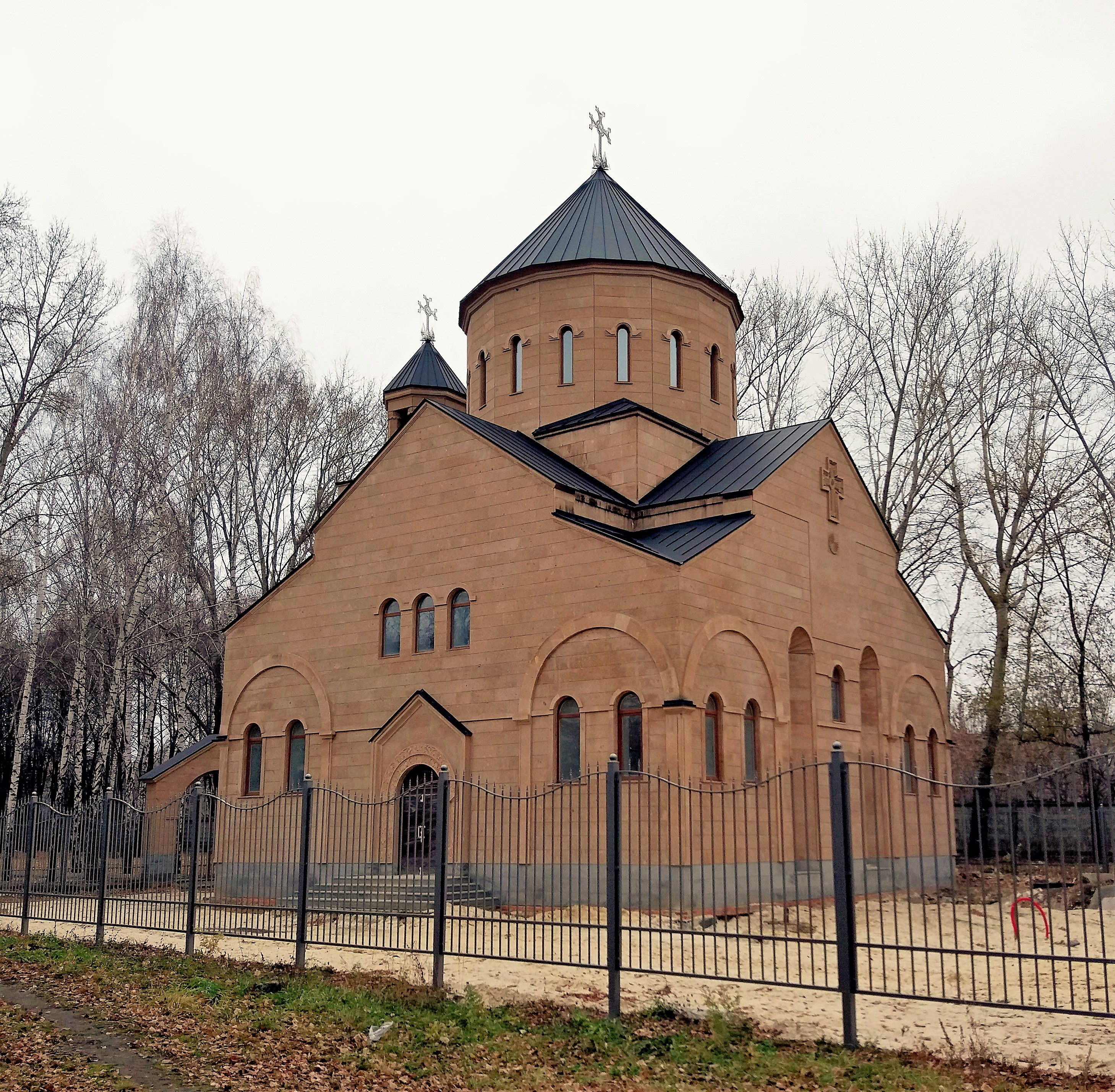
Церковь «Св. Григория Просветителя» (Ульяновск).

- Церковь Святого Григория Просветителя, 2023 год, Ульяновск

## Центральный федеральный округ

### Владимирская область
- Церковь Святого Григория Просветителя, 2017 год, Владимир

### Липецкая область
- Церковь Сурб Арутюн (Святого Воскресения), Липецк[33]

### Москва
- Церковь Святого Воскресения, Москва
- Армянский храмовый комплекс в Москве
- Церковь Србоц Наатакац, Москва (строится)
- Церковь Успения Богородицы на Пресне — снесена в советские годы
- Крестовоздвиженская церковь (Москва) — снесена в советские годы

### Тверская область
- Церковь Сурб Арутюн (Святого Воскресения), Тверь. Освящение крестов — ноябрь 2012 года[34]

### Ярославская область
- Церковь Сурб Геворг (Святого Георгия)[35][35], Ярославль (освящена 3 сентября 2017 г..)

## Уральский федеральный округ

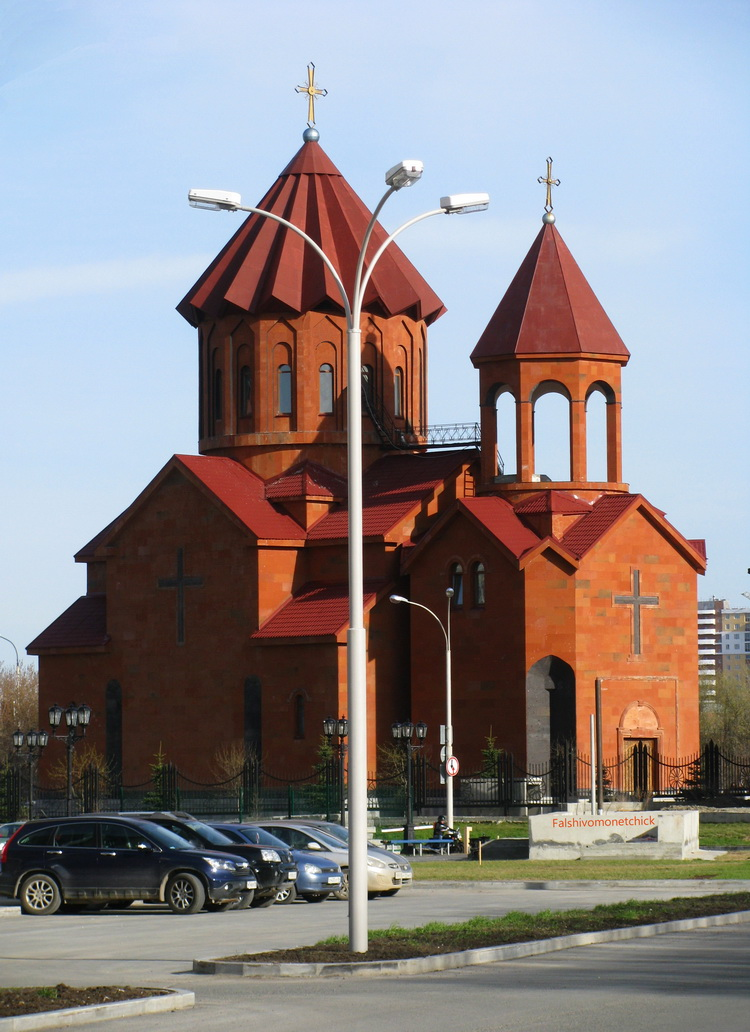
Церковь Святого Карапета в Екатеринбурге

### Свердловская область
- Церковь Святого Карапета, Екатеринбург

### Тюменская область
- Церковь Святого Месропа Маштоца (строится), Тюмень[36]

### Ханты-Мансийский автономный округ — Югра
- Церковь Святого Григория Просветителя (строится), Сургут[37]

## Сибирский федеральный округ

### Алтайский край
- Церковь Святой Рипсиме, г. Барнаул

### Кемеровская область
- Церковь Святого Григория Просветителя, 2008 год, село Сосновка Новокузнецкого муниципального района Кемеровской области[38]

### Красноярский край
- Церковь Сурб Саркис (Святого Сергия), Красноярск, фундамент освящён в 1998 году. Первый храм армянской апостольской церкви за Уралом
- Церковь Сурб Арутюн (Святого Воскресения). Данная церковь стала второй на территории России к востоку от Урала. Освящена в январе 2008 года[39]

### Новосибирская область
- Церковь Сурб Аствацацин, Новосибирск[40][41]

## Северо-Западный федеральный округ

### Калининградская область
- Церковь Сурб Степанос, Калининград

### Ленинградская область
- Церковь Святой Богородицы, Всеволожск

### Санкт-Петербург
- Церковь Св. Екатерины, 1771—1776 гг., Санкт-Петербург
- Церковь Святого Воскресения, Санкт-Петербург

## Дальневосточный федеральный округ

### Приморский край
- Церковь Сурб Геворг, Владивосток[42]

### Якутия
- Церковь Сурб Карапет, Якутск[43]